# Libano ai XXIII Giochi olimpici invernali
Il Libano ha partecipato ai XXIII Giochi olimpici invernali, che si sono svolti dal 9 al 28 febbraio 2018 a PyeongChang, in Corea del Sud, con una delegazione composta da tre atleti. Il portabandiera è il fondista Samer Tawk.